# Eau de cologne

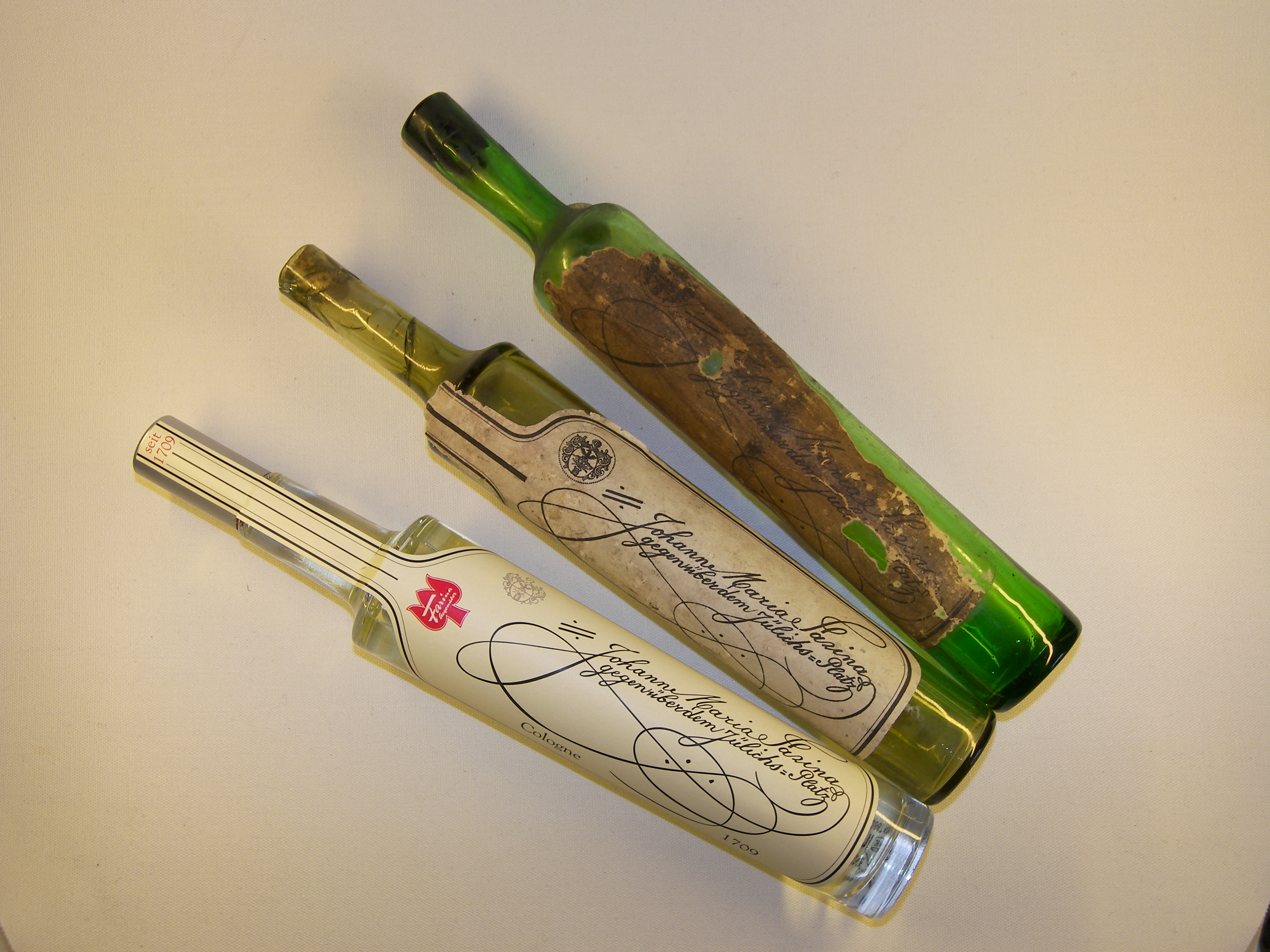
Drie flessen eau de cologne van Farina

Eau de cologne (in de volksmond ook wel 'odeklonje' of 'onjeklonje' genoemd) is Frans voor water uit Keulen, Keuls water (Duits: Kölnisch Wasser). Het is een geurige vloeistof die wordt gebruikt om lekker te ruiken.
Op 13 juli 1709 richtte de broer van Johann Maria Farina (1685-1766) in Keulen het bedrijf op dat nu wereldwijd de oudste parfumfabriek is: Farina gegenüber. In 1714 trad ook Johann Maria toe tot de firma; vanaf dat moment voluit geheten Johann Maria Farina gegenüber dem Jülichs-Platz. Hij noemde zijn elixer ter ere van zijn nieuwe woonplaats 'Eau de Cologne'. Daarmee maakte hij Keulen wereldberoemd als 'stad der geuren'. Keulen plaatste ter ere van deze vooraanstaande burger zijn beeltenis aan de toren van het raadhuis, naast de beeltenis van onder andere Anna Maria van Schurman.
Farina zelf omschreef zijn parfum als volgt: "Mijn geur is als een Italiaanse voorjaarsmorgen na een regenbui, sinaasappel, pompelmoes, citroen, bergamot, sukadevrucht, limoen en de bloesems en kruiden van mijn geboorteland".
Het was aanvankelijk een nieuwe, verfrissende geur in Duitsland, waar voordien voornamelijk zware geuren als muskus bekend waren. Maar het was ook duur, alleen de hogere stand en de adel kon zich eau de cologne veroorloven. Napoleon Bonaparte, koningin Victoria van Engeland en bijna alle Europese vorstenhuizen behoorden tot Farina's klanten, hetgeen blijkt uit meer dan vijftig officiële hofleveranciertitels.
De traditie van het parfum eau de cologne wordt door Farina's nakomelingen in de achtste generatie voortgezet. Bovendien geeft het Duftmuseum ('geurenmuseum') in Keulen een levende indruk van de geschiedenis van het huis. Het merkteken, de Rode Tulp, staat garant voor de echtheid en de kwaliteit van de Eau de Farina Gegenüber seit 1709.

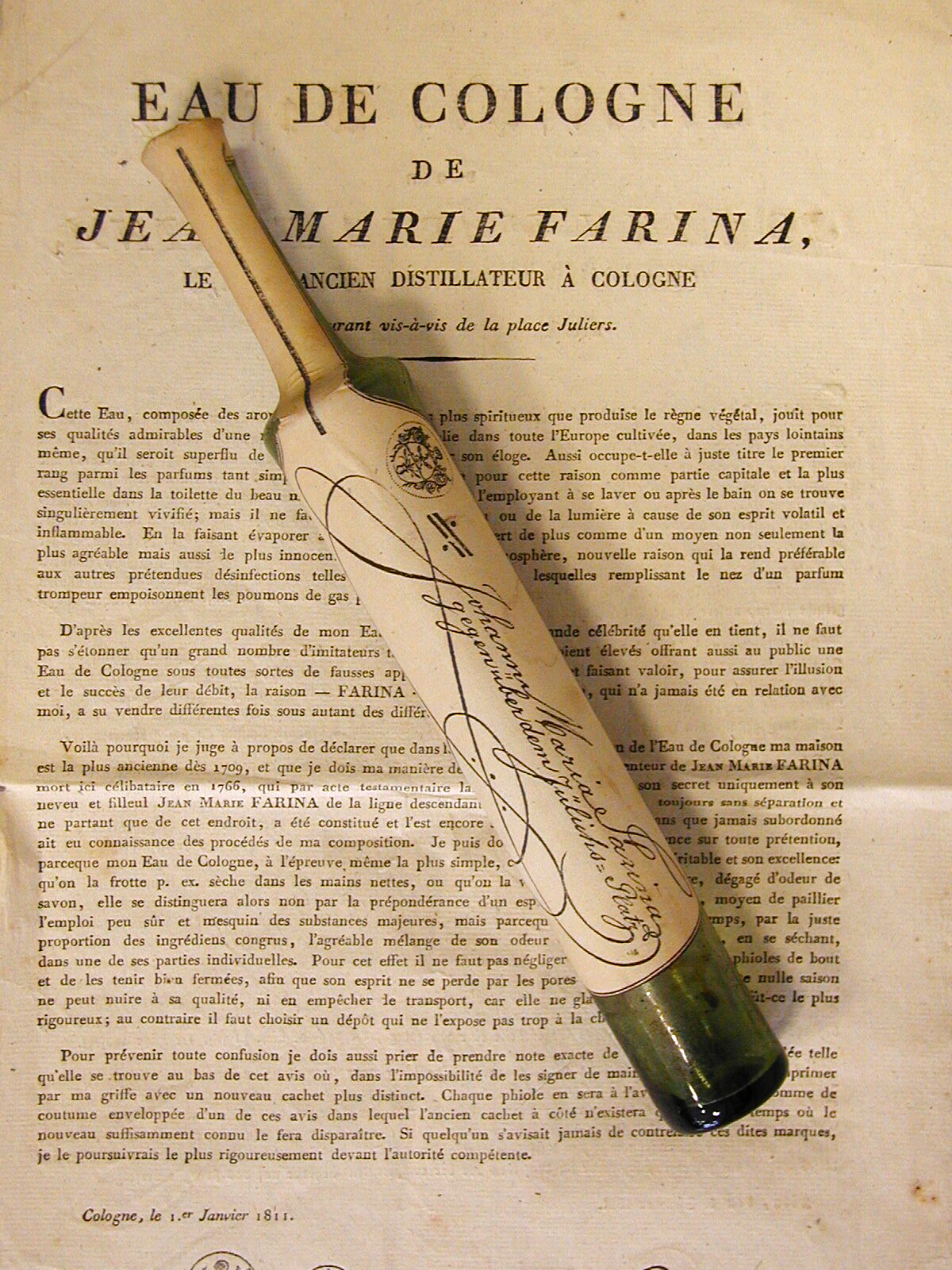
Origineel eau de cologne
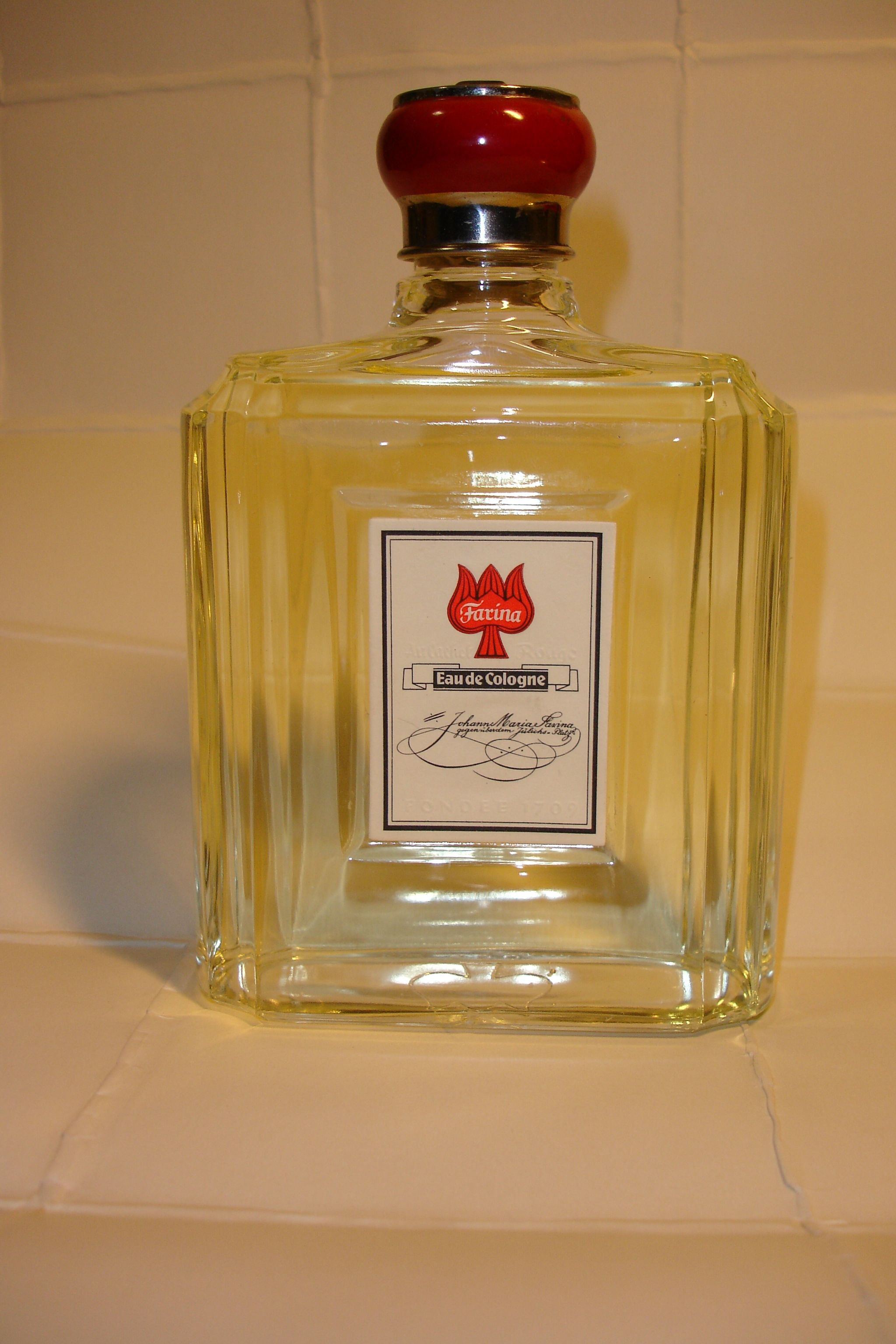
Een moderne fles eau de cologne van Farina
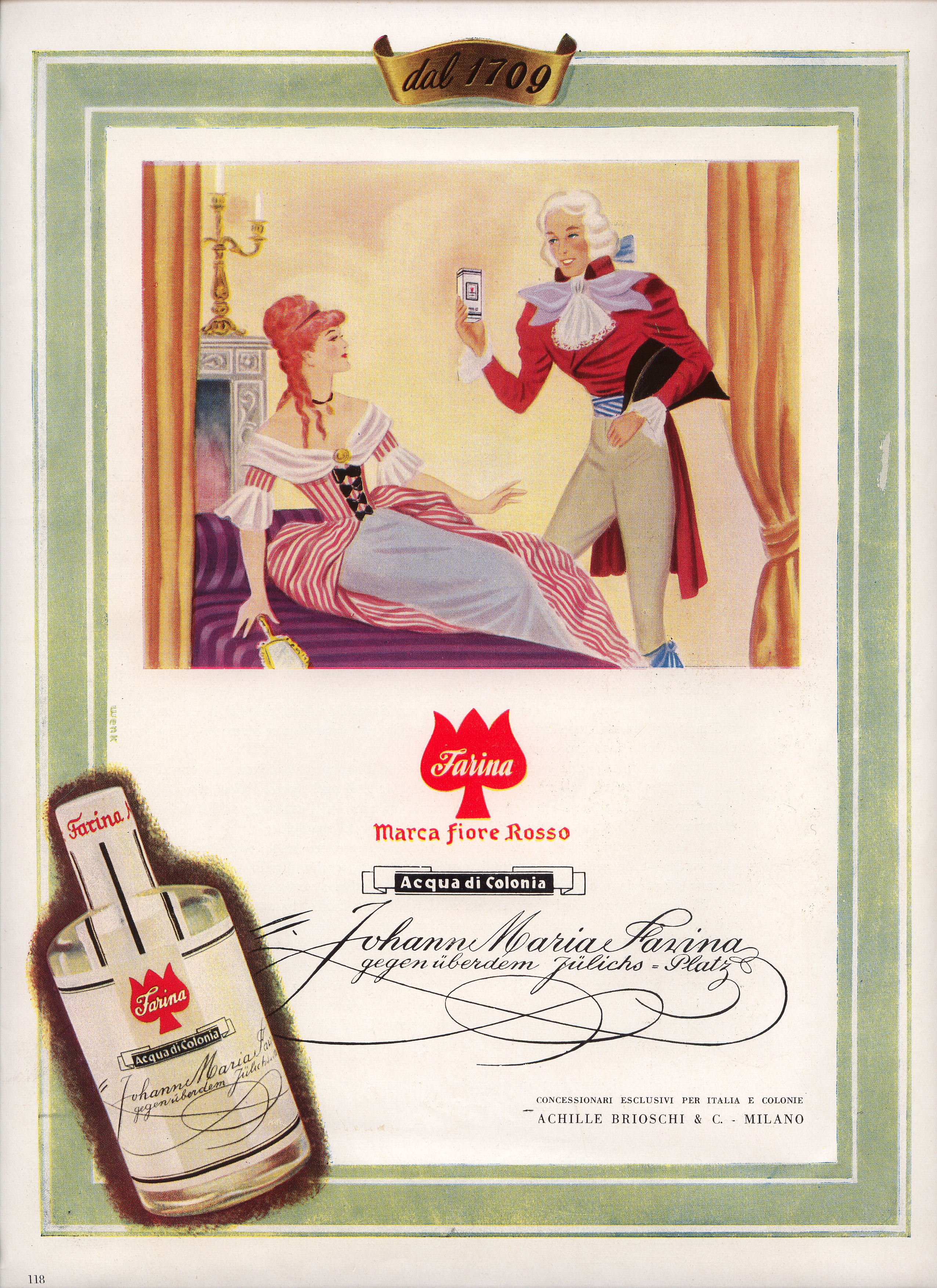
Een advertentie voor eau de cologne van Farina (1938)

## Andere fabrikanten

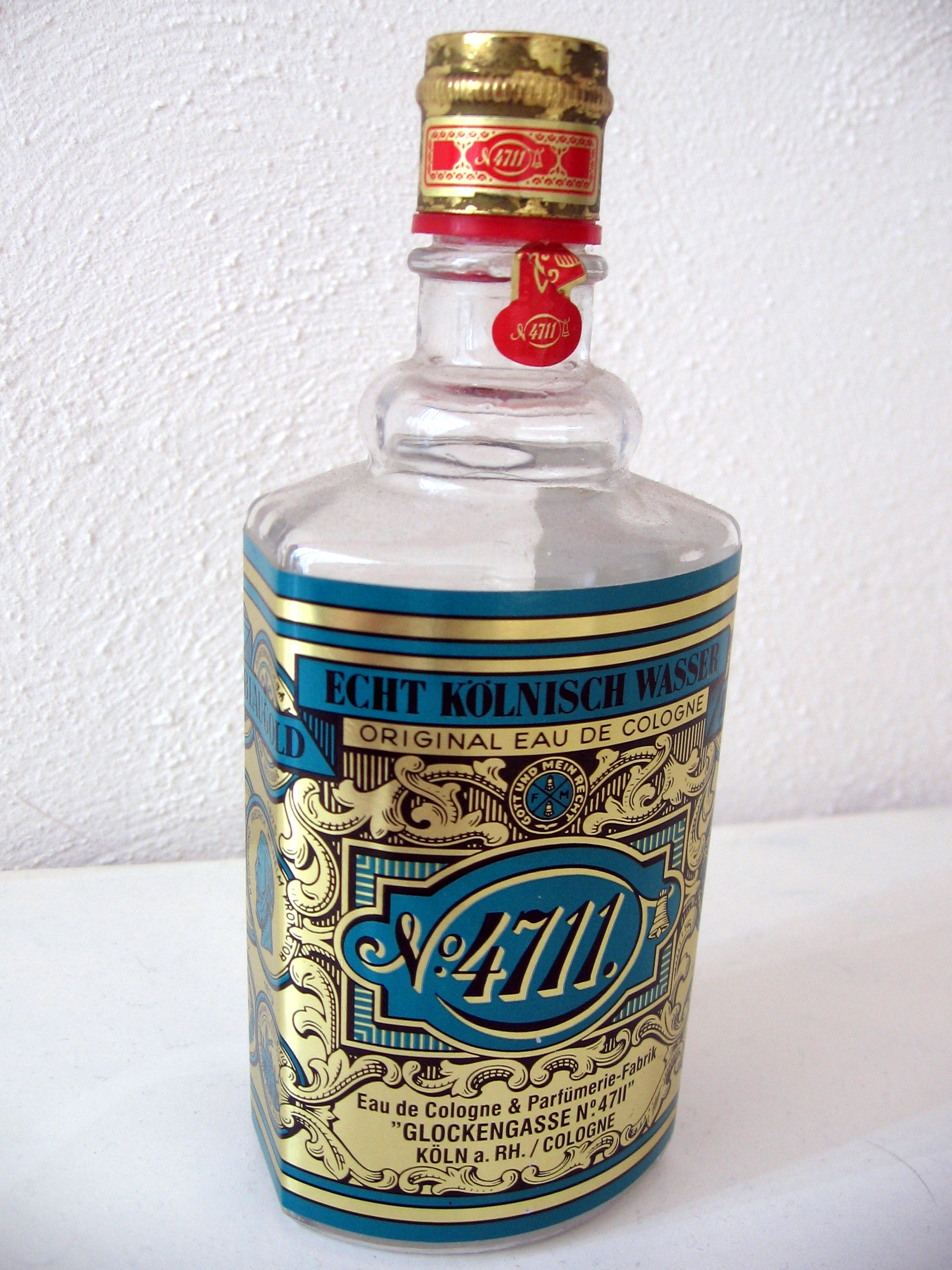
Eau-de-cologneflesje 4711

In de 19de eeuw zijn er meerdere bedrijven voor eau de cologne opgezet. Het bekendste is vermoedelijk dat van Ferdinand Mülhens op het huisnummer 4711, dat later de merknaam is geworden. Zijn Kölnisch Wasser was goedkoper, zodat bijna iedereen zich dat parfum kon veroorloven. In Nederland werd parfum in die tijd nauwelijks gebruikt, maar wegens het medicinale karakter van eau de cologne (dat 85% alcohol bevatte) werd dit wel gebruikt bij flauwvallen, hoofdpijn en de behandeling van kleine wondjes. Het water werd ook veel verkocht als wondermiddel ('aqua mirabilis', letterlijk 'wonderwater') tegen allerhande kwalen en ziekten. De Franse bezettingstroepen zonden het ook als zodanig aan hun familie in Frankrijk. In 1810 vaardigde Napoleon Bonaparte een decreet uit dat geheime recepten van geneesmiddelen openbaar gemaakt moesten worden. Om dit gebod te omzeilen werd het product toen als reukwater benoemd. Het recept van het merk '4711 Echt Kölnisch Wasser' is geheim; enkel de hoofdbestanddelen zijn bekend: 85% alcohol, citroenolie, bergamotolie, etherische olie van andere citrusvruchten, naast onder meer lavendelolie en rozemarijnolie.

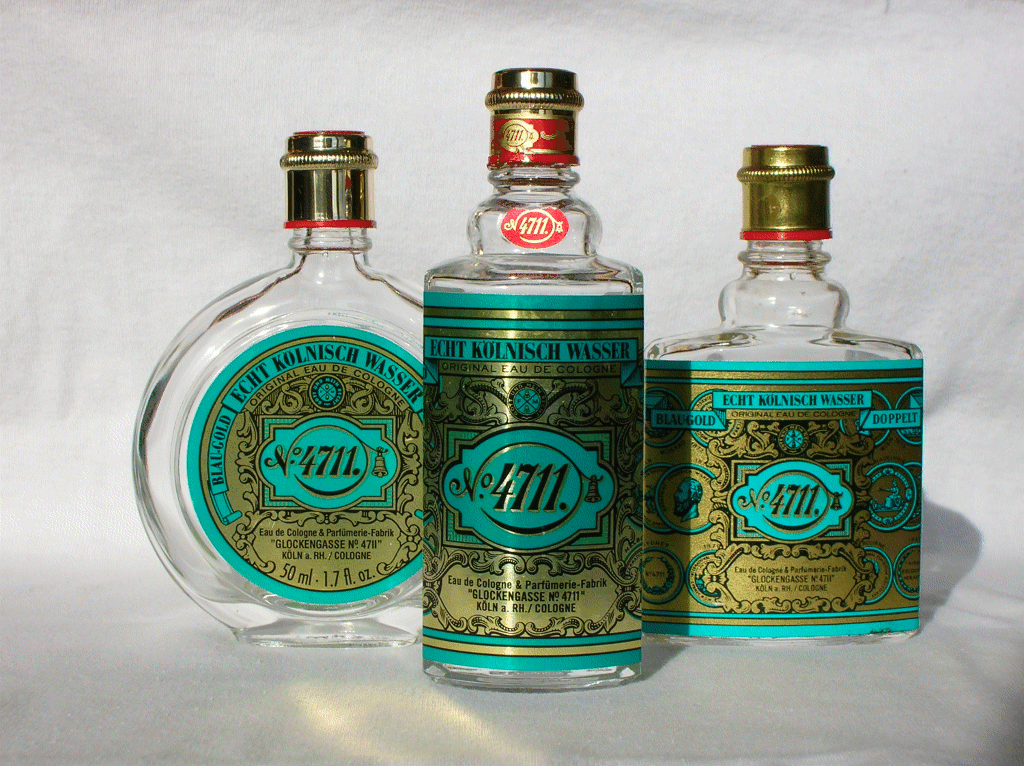
Verschillende soorten flesjes eau de cologne 4711

Eau de cologne de Farina wordt nog steeds alleen als parfum gebruikt. '4711 Echt Kölnisch Wasser' is ook populair op een doekje, zoals dat bijvoorbeeld in vliegtuigen wordt uitgedeeld. Bovendien wordt het begrip 'eau de cologne' algemeen gebruikt voor een licht parfum, met een lagere concentratie aan geurstoffen dan eau de toilette, eau de parfum en parfum.